# Серафимо-Знаменский скит

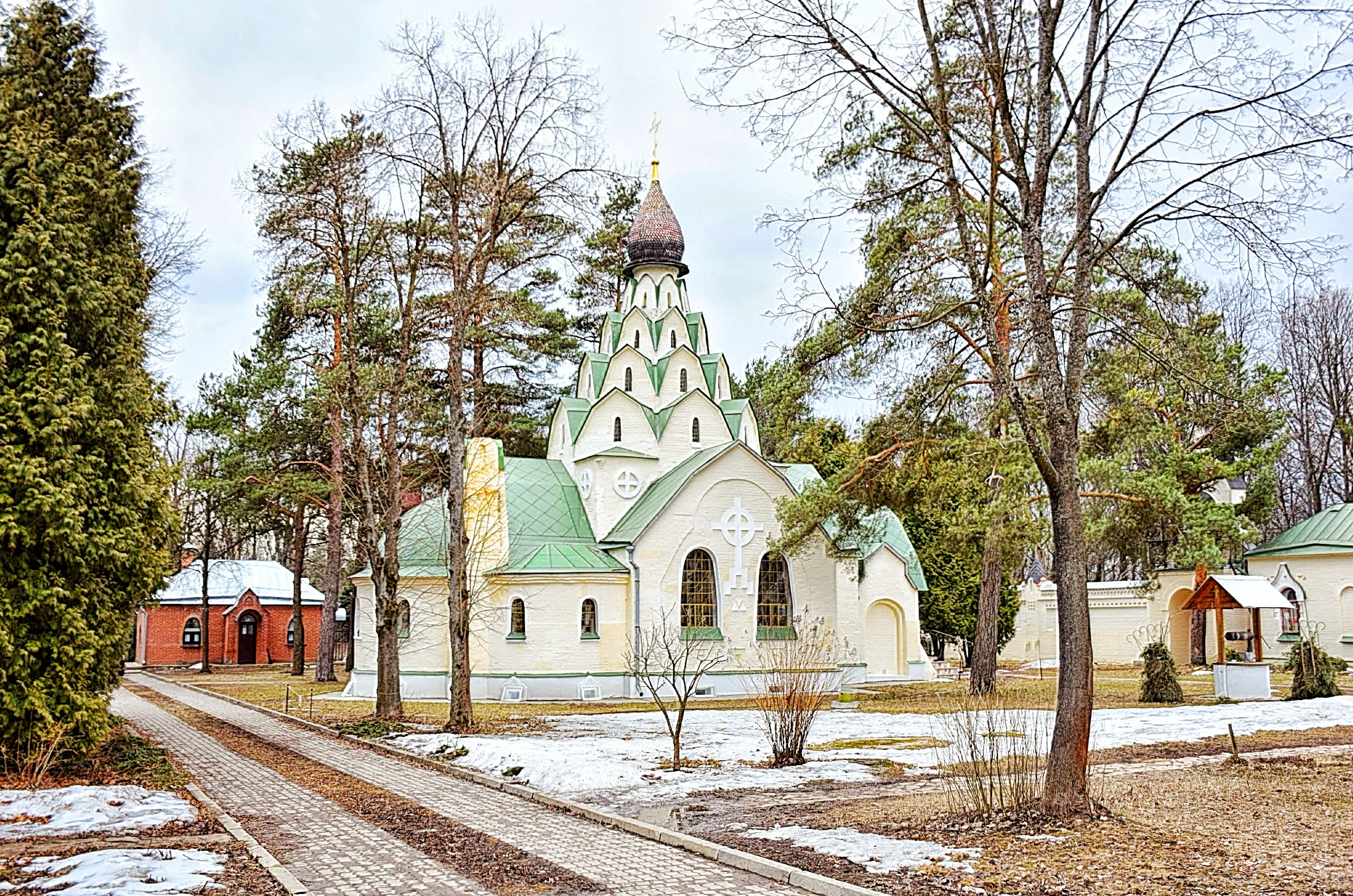

Серафи́мо-Зна́менский скит — женский скит Подольской епархии Русской православной церкви, расположенный близ села Битягово городского округа Домодедово Московской области.

## История
В 1907 году игумению Ювеналию (Марджанову), бывшую тогда игуменией Бодбийского монастыряв Грузии, переводят для служения в Россию. Она становится игуменией Покровской общины сестёр милосердия в Москве. Подразумевалось, что те из сестер милосердия, кто возжелает монашеского пострига, могут перейти в скит. В этот период в ней крепнет желание уединения. Было выбрано место — Царский скит Серафимо-Понетаевского монастыря в 12 км от Сарова. Она мечтала поселиться в одиночестве и даже уйти в затвор. Но, молясь пред иконой «Знамение» Серафимо-Понетаевской, трижды получила от неё повеление: «самой устроить в лесу скит для других».
27 июля 1910 года состоялась закладка скита. Активную помощь оказала Великая княгиня Елизавета Фёдоровна. В сентябре 1912 года возведение обители было закончено. 23 сентября 1912 года обитель была освящена митрополитом Владимиром (Богоявленским).
Уникальный проект комплекса скита создал архитектор Леонид Стеженский. Он имел квадратный план, в центре его поставлен ярусный шатровый храм, играющий роль высотной доминанты. Храм Знамения Божией Матери и преподобного Серафима Саровского с усыпальницей и престолом во имя равноапостольной Нины имеет 24 кокошника по числу 24 апокалипсических старцев. В нем декоративные мотивы московской и псковско-новгородской архитектуры переработаны в стиле модерн. Храм из красного кирпича имеет крестчатый объем, он увенчан стройным световым шатром с четырьмя рядами кокошников. Ограда скита представляет собой квадрат со стороной в 33 сажени — в память 33 лет земной жизни Христа. В ограде располагались 12 небольших домиков-келий — по числу 12 апостолов, каждый имел соответствующее название.
Скит действовал 12 лет и был закрыт в 1924 году. После закрытия в стенах скита разместилась заборьевская больница, а с 1965 года — пионерлагерь и база отдыха завода «Криптон».
Решение о передаче скита в ведение Церкви было принято в конце 1998 года. 27 января 1999 года, в день памяти равноапостольной Нины в скитском храме состоялась первая Божественная литургия. 7 марта 2000 года Священный синод РПЦ постановил: «Открыть Серафимо-Знаменский скит в селе Битягово Домодедовского района Московской области, преобразовав его из ныне существующего одноименного прихода. Назначить настоятельницей Серафимо-Знаменского скита в селе Битягово Домодедовского района Московской области монахиню Иннокентию (Попову) с возложением наперсного креста по должности»